# 다강
다강(베트남어: Sông Đà / 瀧沱, ‘어두운 갈색의 강’)은 중국과 베트남 북서부 지방에 위치한 강이다. 중국을 흘러가는 상류는 리씨안강(李仙江)이라고 부른다. ‘검은 강’(黑水河, Black River)으로 불리기도 하다.

## 경로
수원은 중국 윈난성에 있다. 이 강은 중국에서 베트남 라이쩌우성을 흘러, 일부는 디엔비엔성과 경계를 긋고, 선라성과 호아빈성을 통과한다.
다강은 푸토성 비엣찌 근처에 땀농현에서 홍강(홍하)와 합류하며, 홍하의 가장 중요한 지류이다. 또한, 다강의 일부는 푸토성과 하노이(이전의 옛 하떠이성)와 경계를 형성하고 있다.
강의 총 길이는 910km이며, 중국은 약 427km, 베트남은 527km에 걸쳐 영내를 흐르고 있다.

## 수력 발전
다강은 상당한 수력발전을 하고 있다.
중국에서는 7개의 댐이 계획되어 있는데, 그 중 6개 양양산댐(崖羊山), 석문간댐(石门坎), 롱마댐(龍馬), 주푸두댐(居甫渡), 걸란탄댐(戈兰滩)과 투카허댐(土卡河)이 완료되었다. 신핑자이댐(新平寨)은 아직 계획 단계에 있다. 이 일련의 댐의 총 설치 전력 용량은 약 1,300 메가와트이다.
베트남에서 3개의 대형 수력 발전 시설이 다강에 설치되어 있다. 호아빈댐(Hòa Bình Dam)은 1994년에 완공되었다. 선라댐(Sơn La Dam)은 2012년에 완공되어 동남아시아에서 가장 큰 수력 발전 생산 업체가 되었다. 라이쩌우댐(Lai Châu Da)은 2016년 12월 20일에 완공되었다. 이 세 댐 설치된 총 전력 용량이 5,520메가와트에 이른다.

## 태풍
아시아의 태풍 이름 중 하나인 태풍 송다(Songda)는 다강에서 유래한 것이다. 2004년(제18호 태풍), 2011년(제2호 태풍), 2016년(제20호 태풍), 2022년(제5호 태풍)에 각각 이 이름이 붙었다.